# Laurent Lefèvre (musicien)
Pour les articles homonymes, voir Lefèvre (patronyme).
Laurent Lefèvre (né le 27 mai 1969 à Charleville-Mézières) est un bassoniste français et un professeur de basson allemand au conservatoire de Paris. Il est basson solo de l'orchestre de l'Opéra de Paris depuis 1991, et basson solo de l’orchestre de la Tonhalle de Zurich durant la saison 2011-2012.

## Biographie
Laurent Lefèvre commence ses études musicales à l'âge de neuf ans dans sa ville natale de Charleville-Mézières. Il rejoint 5 ans plus tard le conservatoire de Paris dans les classes de Maurice Allard et de Gilbert Audin. Il y obtient à l’âge de 18 ans le premier prix de basson et celui de musique de chambre.
Il remporte les premiers prix de concours de Toulon (1988), de l'International Double Reed Society (IDRS) (1989) et du Concours international d'exécution musicale de Genève (1995), le deuxième prix de l'ARD de Munich (1993) et le prix spécial du jury au concours de Tokyo avec le Quintette Debussy, le premier prix du Concours international de musique de chambre de la ville de Paris avec l'Octuor à vent Paris-Bastille. Ces concours lui ont permis d'obtenir une reconnaissance internationale.
En 1992, il reçoit le prix européen Juventus.
Laurent Lefèvre se produit fréquemment en soliste dans le monde entier et joue dans les salles de concerts les plus prestigieuses Philharmonie de Berlin, Musikverein de Vienne, Royal Albert Hall à Londres avec le Mahler Chamber Orchestra, la Philharmonie de Paris, le Bunkamura hall avec l'Opéra de Paris, et le Palais de la culture et des congrès de Lucerne (KKL) avec le Lucerne Festival Orchestra...
Il est membre du Mahler Chamber Orchestra depuis 2007.
Il a joué sous la direction de Claudio Abbado, Pierre Boulez, Seiji Osawa, Myung-Whun Chung, Valery Gergiev, Daniel Harding, Daniele Gatti, Andris Nelsons, Bernard Haitink...
Après avoir enseigné le basson français au Conservatoire à rayonnement régional de Boulogne-Billancourt, il succède en 1998 à Jean-Pierre Laroque au conservatoire national supérieur de musique et de danse de Lyon où il a pour assistant Carlo Colombo en 2001 puis Philippe Hanon à partir de 2002. En 2008, il passe au fagott et prend le poste de professeur de basson allemand au Conservatoire national supérieur de musique et de danse de Paris depuis 2011 et il donne des master-class dans le monde entier, notamment au Japon (Tokyo, Osaka, Nagoya, Kyoto), à Caracas au Vénézuéla et à l’université McGill de Montréal.

## Discographie
Laurent Lefèvre joue comme chambriste au sein du Quintette à vent Claude Debussy et de l'ensemble à vent Paris-Bastille avec lesquels il a enregistré entre autres les sérénades de Mozart , l'octuor à vent de Beethoven , les six bagatelles et les dix pièces de György Ligeti ( Harmonia Mundi, 1996), l'intégrale de la musique de chambre de Francis Poulenc avec le pianiste Alexandre Tharaud (Naxos, 2000), les trois quatuors pour basson et cordes de François Devienne (Harmonia Mundi, 2003), le double concertino pour basson, clarinette, orchestre à cordes et harpe de Richard Strauss (Quantum, 2001), les sérénades de Richard Strauss avec le hautboïste François Leleux (Sony, 2010).
Il enregistre les concertos de CPE Bach avec l’orchestre Saint-Christophe de Vilnius.
- « Les bassons de l'Opéra», (Quantum Classic, 1998)
- « Le basson européen » avec le pianiste Emmanuel Strosser (Arties Records, juin 2020)